# Antonio Gopal
Antonio Gopal (ur. 12 stycznia 1947) – seszelski lekkoatleta i działacz sportowy, olimpijczyk.

## Życiorys
Wziął udział w Letnich Igrzyskach Olimpijskich 1980 w Moskwie w biegu na 110 m przez płotki. Odpadł w eliminacjach, uzyskując najsłabszy czas spośród wszystkich 22 zawodników, którzy ukończyli bieg (16,36). Zdobył przynajmniej trzy złote medale mistrzostw Seszeli: dwa w biegu na 110 m przez płotki (1981–1982) i jeden w rzucie oszczepem (1982).
Ukończył studia MBA. Nieprzerwanie od 1992 roku jest prezydentem Seszelskiego Komitetu Olimpijskiego (stan na wrzesień 2024). Przewodniczący Indian Ocean International Games Council (komitet odpowiedzialny za organizację igrzysk wysp Oceanu Indyjskiego).
Rekord życiowy w biegu na 110 m przez płotki – 15,6 (1980).